# Forcipomyia herediae
Forcipomyia herediae är en tvåvingeart som beskrevs av Wirth och Gustavo R. Spinelli 1992. Forcipomyia herediae ingår i släktet Forcipomyia och familjen svidknott.
Artens utbredningsområde är Costa Rica. Inga underarter finns listade i Catalogue of Life.